# Marianna Bulgarelli
Pour les articles homonymes, voir Bulgarelli.
Marianna Benti Bulgarelli (Rome, 1684 – Rome, 26 février 1734) est une cantatrice italienne (registre de soprano). Elle était aussi connue sous le pseudonyme La Romanina évoquant sa ville natale. Elle a joué un rôle déterminant dans la carrière de Métastase, le plus célèbre des librettistes d'opera seria. 

## Biographie
Marianna Benti Bulgarelli fait ses débuts à Rome vers 1703. En 1712, elle travaille à Gênes pour le Teatro Sant'Agostino et entre 1714 et 1715 elle chante pour le Teatro San Bartolomeo de Naples ; dans ces deux villes elle a beaucoup de succès. De 1716 à 1718, elle se produit au Teatro San Giovanni Grisostomo de Venise. 
De retour à Naples en 1719, elle chante en tant que prima donna dans la sérénade Gli orti esperidi, sur un texte du jeune  Pietro Trapassi, (qui adoptera plus tard le pseudonyme de Métastase) et sur une musique de Nicola Porpora. L'auteur de la cantate est resté anonyme, mais elle n'a de cesse de découvrir qui est l’auteur et y parvient. Elle persuade alors Trapassi d’abandonner la carrière juridique et lui promet d’assurer son renom et son indépendance financière s’il se consacre dorénavant au drame lyrique. Grâce à son soutien et à ses conseils, Métastase décide de se consacrer à l'activité de librettiste : installé chez la Romanina, il lie connaissance avec les plus grands compositeurs de son temps : Porpora qui lui assure une formation musicale, mais aussi Hasse, Pergolèse, Alessandro Scarlatti, Vinci, Leo, Durante et Marcello. Il fait aussi la connaissance des plus grands chanteurs de son temps.
En 1724, toujours au Teatro San Bartolomeo, La Romanina chante dans l'opéra Didone abbandonata, dont le livret a été écrit par son jeune protégé et la musique composée par Domenico Sarro ; le sujet en a, selon de nombreux critiques, été inspiré par elle.
Plus tard, en 1725, elle se produit au Teatro San Cassiano de Venise, et en 1726 à Naples. Puis, cessant de voyager, elle s'installe définitivement à Rome en 1728. Prenant de l'âge, elle cesse de chanter en public, alors que Métastase commence à trouver sa propre dépendance pesante et cherche à s'en défaire. C'est ainsi qu'il accepte la charge de poète officiel de la cour impériale à Vienne. De façon très désintéressée, la Romanina le laisse partir, continuant à prendre en charge sa famille à Rome. Mais elle finit par regretter sa retraite, finit par demander à son ancien protégé de lui arranger un contrat à Vienne ; leurs relations se tendent et elle meurt alors  qu'elle se prépare probablement à quitter Rome. 
Elle avait fait de Métastase l'héritier de sa fortune personnelle et celui-ci, rongé de douleur et de remords, renonce volontairement à cet héritage. 
Elle a chanté dans les opéras des plus grands compositeurs contemporains, parmi lesquels :
- Tigrane d'Alessandro Scarlatti
- Ariodante de Carlo Francesco Pollarolo
- Eumene de Tomaso Albinoni
- Astianatte d'Antonio Maria Bononcini
- Arsace de Francesco Gasparini
- Cambise d'Alessandro Scarlatti
- Gli orti esperidi de Nicola Porpora
- Didone abbandonata de Domenico Sarro
- Miride e Berenice de Johann Adolf Hasse
- Siroe de Leonardo Vinci
- Siface de Nicola Porpora